# 屈沃 (上马恩省)
屈沃（法語：Cuves，法語發音：[kyv]）是法国上马恩省的一个市镇，属于肖蒙区。

## 地理
屈沃（48°5'40"N, 5°26'15"E）面积5.4 平方千米，位于法国大東部大區上马恩省，该省份为法国东北部内陆省份，北起马恩省和默兹省，西接奥布省，西南接科多尔省，东南接上索恩省，东临孚日省。
与屈沃接壤的市镇（或旧市镇、城区）包括：隆尚、梅努沃、楠维尔、比克西埃莱克莱夫蒙。

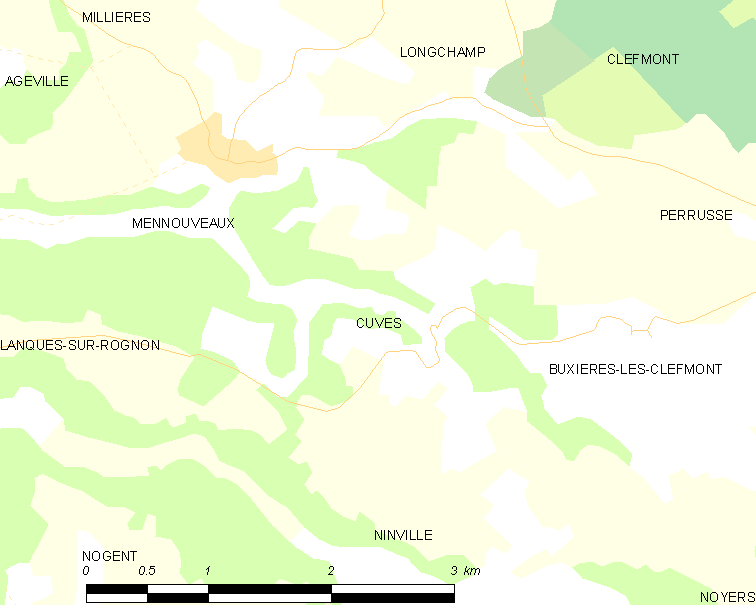
的OSM定位图

屈沃的时区为UTC+01:00、UTC+02:00（夏令时）。

## 行政
屈沃的邮政编码为52240，INSEE市镇编码为52159。

## 政治
屈沃所属的省级选区为诺让县。

## 人口

1962-2008年间人口变化图示

屈沃于2022年1月1日时的人口数量为25人。